# Thy Name Is Woman
Thy Name Is Woman é um filme de comédia mudo produzido nos Estados Unidos e lançado em 1924. Estrelando Ramon Novarro e  Barbara La Marr.

## Status de Preservação
Uma cópia do filme sobrevive no Arquivo Turner. O filme teve um lucro estimado de mais de US$ 100.000.

## Elenco
- Ramon Novarro como Juan Ricardo
- Barbara La Marr como Guerita
- William V. Mong como Pedro a Raposa (marido de Guerita)
- Wallace MacDonald como Capitão Rodrigo de Castelar
- Robert Edeson como O Comandante
- Edith Roberts como Dolores (filha de Juan)
- Claire McDowell como a mãe de Juan